# Zweihandschaltung
Die Zweihandschaltung (umgangssprachlich auch Zweihandbedienung) ist eine Schutzeinrichtung für Maschinen. Sie wird vorwiegend zur Absicherung der Hände und Arme gegen mechanische Gefährdungen durch Quetschen, Scheren oder Einzug verwendet.

## Wirkprinzip
Zum Auslösen der gefahrbringenden Bewegung, z. B. des Arbeitshubes einer Presse, müssen beide Bedienelemente gleichzeitig mit den Händen betätigt werden. Beim Loslassen eines der Bedienelemente wird die Bewegung gestoppt oder – falls dadurch keine Gefährdung entsteht – die Bewegungsrichtung umgekehrt.
Hierdurch wird sichergestellt, dass sich die Hände während der gefahrbringenden Bewegung außerhalb des Gefahrenbereiches, nämlich an den Bedienelementen, befinden.
Eine Betätigung beider Bedienelemente mit einer Hand oder mit anderen Körperteilen wird durch einen ausreichenden Abstand, Trennwände oder andere konstruktive Maßnahmen verhindert.
Nachteilig bei Zweihandschaltungen ist, dass die Bedienperson während der Betätigung der Bedienelemente keine anderen Tätigkeiten ausüben kann. Durch vorzeitiges Loslassen eines Bedienelementes kann es zu Schlechtteilen oder Störungen kommen. Prinzipbedingt schützt eine Zweihandschaltung nur die Person, die sie bedient.

## Einteilung und Anforderungen nach ISO 13851
Zweihandschaltungen müssen je nach dem abzudeckenden Risiko unterschiedlich hohen Anforderungen genügen.
In ISO 13851 werden deshalb mehrere Typen von Zweihandschaltungen definiert. Bestimmte Grundanforderungen sind für alle Typen gültig:
- die Betätigung muss mit beiden Händen erfolgen somit müssen Betätigungselemente weit genug auseinander oder voneinander abgeschottet sein. Es gilt ein Mindestsicherheitsabstand von 100 mm einzuhalten, sofern die Einhändigebetätigung nicht unterbunden wird.[1]

- Berechnung des Mindestabstandes gemäß ISO 13857:

{\displaystyle S=(K\cdot T)+C}
{\displaystyle S}: Sicherheitsabstand
{\displaystyle K}: Annäherungsgeschwindigkeit (Schrittgeschwindigkeit) 1600 mm/s
{\displaystyle T}: Zeit vom Loslassen eines der Betätigungselemente bis zum Stillstand (abschätzen und durch Test verifizieren)
{\displaystyle C}: Zuschlag als Sicherheitsmarge 250 mm. {\displaystyle C} darf auf 0 reduziert werden, wenn man beim Betätigen der Betätigungselemente nicht mit den Händen in den Gefahrenbereich kommen kann (abgedeckte Betätigungselemente) und {\displaystyle S} größer 100 mm ist.
Beispiel:
{\displaystyle S=(1600\,\mathrm {mm/s} \cdot T)+250\,\mathrm {mm} }
Bei {\displaystyle T=0{,}5\,\mathrm {s} } wären das schon 1050 mm
- das Ausgangssignal der Steuerung darf nur so lange anliegen, wie beide Bedienelemente betätigt werden. Das Ausgangssignal darf dann nur nach Loslassen beider Bedienelemente neu erzeugt werden.
- wird eines der Bedienelemente losgelassen, muss das Ausgangssignal beendet werden
- eine versehentliche Betätigung und ein Umgehen der Schutzeinrichtung darf nicht möglich sein

Die Norm definiert drei Typen von Zweihandschaltungen. Weitere Anforderungen hängen vom Typ der gewählten Zweihandschaltung ab.
- Typ I: Anwendung des Performance Levels c nach ISO 13849-1 bzw. SIL 1 nach IEC 62061
- Typ II: Anwendung des Performance Levels d nach ISO 13849-1 bzw. SIL 2 nach IEC 62061
- Typ III
  - A: beide Stellteile müssen synchron innerhalb 0,5 s betätigt werden, PL c bzw. SIL 1 nach IEC 62061
  - B: beide Stellteile müssen synchron innerhalb 0,5 s betätigt werden, PL d bzw. SIL 2 nach IEC 62061
  - C: beide Stellteile müssen synchron innerhalb 0,5 s betätigt werden, PL e bzw. SIL 3 nach IEC 62061

## Bedienelemente
Als Bedienelemente werden oft elektrische Taster oder handbetätigte Pneumatikventile verwendet, gelegentlich auch Bedienhebel (beispielsweise bei hydraulischen Ladebordwänden zur Wahl der Bewegungsrichtung) oder andere Bedienelemente. Einzelne Hersteller verwenden neuartige Wirkprinzipien wie kapazitive Taster.
Es stehen vorkonfektionierte Zweihand-Bedienpulte zur Verfügung, die neben zwei Tastern und normgerechten Trennwänden einen Nothalttaster enthalten.

## Steuerung
Um die Anforderungen hinsichtlich der Kategorie nach ISO 13849-1 zu erfüllen, müssen auch die verwendeten Steuerungskomponenten und Aktoren entsprechend ausgelegt sein.
Als Logikbausteine stehen spezielle Zweihandschaltgeräte zur Verfügung, bei komplexeren Steuerungen wird die Funktion der Zweihandschaltung durch eine programmierbare Sicherheitssteuerung abgebildet. Bei vielen Anbietern stehen für programmierbare Sicherheitssteuerungen geprüfte Funktionsmodule Zur Zweihandschaltungen zur Verfügung.
Bei pneumatischen Pressen kommen bei Typ II, IIIB und IIIC pneumatische Pressensicherheitsventile zum Einsatz, die die Funktion von Logikbaustein und Aktoren in sich vereint. Die Ansteuerung ist durch handbetätigte Pneumatikventile oder elektrisch möglich.

## Prüfung
Zweihandschaltungen müssen jährlich durch eine sachkundige Person geprüft werden. Dabei wird auch eine Messung der Nachlaufzeit vorgenommen, also der Zeit, in der die gefahrbringende Bewegung nach Loslassen eines Stellteiles zum Stillstand kommt.

## Vorschriften
- ISO 13849 Sicherheit von Maschinen – Sicherheitsbezogene Teile von Steuerungen – Teil 1: Allgemeine Gestaltungsleitsätze
- ISO 13851 Sicherheit von Maschinen – Zweihandschaltungen – Funktionelle Aspekte und Gestaltungsleitsätze
- ISO 13855 Sicherheit von Maschinen – Anordnung von Schutzeinrichtungen im Hinblick auf Annäherungsgeschwindigkeiten von Körperteilen